# Haageocereus tenuis
Haageocereus tenuis är en kaktusväxtart som beskrevs av Friedrich Ritter. Haageocereus tenuis ingår i släktet Haageocereus och familjen kaktusväxter. Inga underarter finns listade i Catalogue of Life.